# Cancrisocia
Cancrisocia is een geslacht van zeeanemonen uit de klasse van de Anthozoa (bloemdieren).

## Soort
- Cancrisocia expansa Stimpson, 1856